# プロダクション・アイ
株式会社プロダクション・アイ（英: Production-ai CORPORATION CO., LTD.）は、アニメーション制作のうち、背景美術画制作を主な事業内容とする日本の企業。

## 概要
竜の子プロダクション（現・タツノコプロ）の美術出身の新井寅雄が1970年に設立したアニメ背景美術会社であり、当時は新井本人が代表取締役社長を務めていた。しかし1996年頃に新井が代表取締役社長を退任すると、小山俊久と新井寿代の2人が代表を受け継いだ。いわゆる老舗のスタジオだが、背景画を制作する際にデジタルを導入した最先端のスタジオとしても知られている。
主にサンライズ、スタジオディーン作品を中心に背景を手がけている。過去にはタツノコプロ、葦プロダクション、XEBEC、ビィートレイン作品も多く手がけていた。

## 主な参加作品

### テレビアニメ

#### タツノコプロ
- 宇宙エース（1965年 - 1966年） - プロダクション・アイ設立前。
- マッハGoGoGo（1967年 - 1968年） - プロダクション・アイ設立前。
- おらぁグズラだど（1967年 - 1968年） - プロダクション・アイ設立前。
- 紅三四郎（1969年） - プロダクション・アイ設立前。
- ハクション大魔王（1969年 - 1970年） - プロダクション・アイ設立前。
- 昆虫物語 みなしごハッチ（1970年 - 1971年） - プロダクション・アイ設立後初めて背景画を担当した作品。
- いなかっぺ大将（1970年 - 1972年）
- カバトット（1971年 - 1972年）
- 樫の木モック（1972年）
- 科学忍者隊ガッチャマン（1972年 - 1974年）
- 新造人間キャシャーン（1973年 - 1974年）
- ウリクペン救助隊（1974年 - 1975年）
- とびだせ!マシーン飛竜 （1978年 - 1979年）
- 科学忍者隊ガッチャマンII（1978年 - 1979年）
- 闘士ゴーディアン（1979年 - 1981年）
- 森の陽気な小人たちベルフィーとリルビット（1980年）
- ダッシュ勝平（1981年 - 1982年）
- 天空戦記シュラト（1989年 - 1990年）
- 昆虫物語 みなしごハッチ（リメイク版）（1989年 - 1990年）
- 宇宙の騎士テッカマンブレード（1992年 - 1993年）
- Wake Up, Girls!（Ordetと共同制作、2014年）

#### 葦プロダクション
- 女王陛下のプティアンジェ（日本アニメーションと共同制作、1977年）
- 戦国魔神ゴーショーグン（1980年）
- 魔法のプリンセス ミンキーモモ（1981年）
- 超獣機神ダンクーガ（1985年）
- 超音戦士ボーグマン（1988年）
- たいむとらぶるトンデケマン!（1989年 - 1990年）
- NG騎士ラムネ&40（1990年 - 1991年）
- 魔法のエンジェルスイートミント（1990年 - 1991年）
- 機甲警察メタルジャック（1991年）
- BLUE SEED（Production I.Gとの共同制作、1994年 - 1995年）
- マクロス7（1994年 - 1995年）
- H2（1995年 - 1996年）
- VS騎士ラムネ&40炎（1996年）

#### サンライズ・バンダイナムコピクチャーズ
- 無敵鋼人ダイターン3（1978年） - 日本サンライズ時代。
- ザ☆ウルトラマン（1979年） - 日本サンライズ時代。
- ミスター味っ子（1987年）
- 星方武侠アウトロースター（1998年）
- センチメンタルジャーニー（1998年）
- クラッシュギアNitro（2003年 - 2004年）
- 陰陽大戦記（2004年 - 2005年）
- CLUSTER EDGE（2005年 - 2006年）
- 古代王者 恐竜キング Dキッズ・アドベンチャーシリーズ
  - 古代王者 恐竜キング Dキッズ・アドベンチャー（2007年 - 2008年）
  - 古代王者 恐竜キング Dキッズ・アドベンチャー 翼竜伝説（2008年）
- トライブクルクル（2014年 - 2015年）
- ヘボット!（2016年）

#### スタジオディーン
- うる星やつら（1981年版）（1984年 - 1986年　※1981年 - 1984年はスタジオぴえろがアニメーション制作を担当）
- めぞん一刻（1986年 - 1988年）
- F-エフ（1988年 - 1989年）
- D・N・A² 〜何処かで失くしたあいつのアイツ〜（マッドハウスと共同制作、1994年 - 1995年）
- 鬼神童子ZENKI（1995年）
- SAMURAI DEEPER KYO（2002年）
- 魔探偵ロキRAGNAROK（2003年）
- ヤミと帽子と本の旅人（2003年）
- 北へ。〜Diamond Dust Drops〜（2004年）
- 今日からマ王!（2004年 - 2006年、2008年）
- Fate/stay night（2006年）
- 少年陰陽師（2006年 - 2007年）
- 桃華月憚（2007年）
- 破天荒遊戯（2008年）
- あまつき（2008年）

#### XEBEC
- 爆れつハンター（1995年 - 1996年）
- 爆走兄弟レッツ&ゴー!!シリーズ
  - 爆走兄弟レッツ&ゴー!!（1996年）
  - 爆走兄弟レッツ&ゴー!!WGP（1997年）
  - 爆走兄弟レッツ&ゴー!!MAX（1998年）
- 機動戦艦ナデシコ（1996年 - 1997年）
- 快傑蒸気探偵団 TV ANIMATION SERIES（1998年 - 1999年）
- スージーちゃんとマービー（1999年 - 2000年）
- 地球防衛企業ダイ・ガード（1999年 - 2000年）
- MBS・TBS系列ゾイドシリーズ
  - ゾイド -ZOIDS-（1999年 - 2001年）
  - ゾイド新世紀スラッシュゼロ（2001年）
- ラブひな（2000年）
- シャーマンキング（2001年 - 2002年）
- テイルズ オブ エターニア THE ANIMATION（2001年）
- ロックマンエグゼシリーズ
  - ロックマンエグゼ（2002年 - 2003年）
  - ロックマンエグゼAXESS（2003年 - 2004年）
  - ロックマンエグゼStream（2004年 - 2005年）
  - ロックマンエグゼBEAST（2005年 - 2006年）
- 陸上防衛隊まおちゃん（2002年）
- D・N・ANGEL（2003年）
- 蒼穹のファフナー（2004年）
- 魔法先生ネギま!（2005年）
- ザ・サード 〜蒼い瞳の少女〜（2006年）
- 流星のロックマンシリーズ
  - 流星のロックマン（2006年 - 2007年）
  - 流星のロックマン トライブ（2007年 - 2008年）
- もっとTo LOVEる -とらぶる-（2010年）
- 競女!!!!!!!!（2016年）

#### ビィートレイン
- ポポロクロイス物語（1998年 - 1999年）
- アークザラッド（1999年）
- メダロット（1999年 - 2000年）
- ワイルドアームズ トワイライトヴェノム（1999年 - 2000年）
- ノワール（2001年）
- 砂漠の海賊!キャプテンクッパ（2001年 - 2002年）
- .hackシリーズ
  - .hack//SIGN（2002年）
  - .hack//黄昏の腕輪伝説（2003年）
  - .hack//Roots（2006年）
- AVENGER（2003年）
- MADLAX（2004年）
- 吟遊黙示録マイネリーベシリーズ
  - 吟遊黙示録マイネリーベ（2004年 - 2005年）
  - 吟遊黙示録マイネリーベwieder（2006年）
- ツバサ・クロニクル（2005年、2006年）
- スパイダーライダーズシリーズ
  - スパイダーライダーズ 〜オラクルの勇者たち〜（2006年）
  - スパイダーライダーズ 〜よみがえる太陽〜（2007年）
- エル・カザド（2007年）
- 無限の住人（2008年）
- Phantom 〜Requiem for the Phantom〜（2009年）
- 心霊探偵 八雲（2010年）
- へうげもの（2011年）

#### スタジオぴえろ（現・ぴえろ）
- ニルスのふしぎな旅（1980年 - 1981年）
- あんみつ姫（1986年 - 1987年）
- のらくろクン（1987年 - 1988年）

#### AIC
- 天地無用!（1995年）
- 新・天地無用!（1997年）
- ロードス島戦記-英雄騎士伝-（1998年）
- BURN-UP SCRAMBLE（2004年）

#### アスリード
- SHUFLLE!シリーズ
  - SHUFLLE!（2005年）
  - SHUFLLE! MEMORIES（2007年）
- 喰霊－零－（AICとの共同制作、2008年）
- 勇者になれなかった俺はしぶしぶ就職を決意しました。（2013年）[1]

#### david production
- ベン・トー（2011年）
- ジョジョの奇妙な冒険 スターダストクルセイダース（2014年 - 2015年）※デザイン協力[注 1]
- うる星やつら（2022年版・第1期）（2023年[注 2]）

#### その他
- ビッグX（制作元請：東京ムービー、1964年） - プロダクション・アイ設立前。
- アンデス少年ペペロの冒険（制作元請：和光プロダクション、1975年）
- 宇宙空母ブルーノア（制作元請：アカデミー制作、1979年）
- 百獣王ゴライオン（制作元請：東映、1980年）
- 新みつばちマーヤの冒険（制作元請：日本アニメーション、1982年）
- にこにこぷん（NHKの幼児向け番組「おかあさんといっしょ」内で放送されていた着ぐるみによる人形劇、1988年）
- ウルトラマンキッズのことわざ物語（制作元請：円谷プロダクション、1986年）
- メダロット魂（制作元請：TRANS ARTS、2000年 - 2001年）
- キディ・グレイド（制作元請：GONZO、2002年 - 2003年）
- 這いよれ! ニャル子さん（制作元請：XEBEC、2012年）
- ちはやふる（制作元請：マッドハウス、2012年）
- 月刊少女野崎くん（制作元請：動画工房、2014年）
- ノラガミ ARAGOTO（制作元請：ボンズ、2015年）
- ゆるキャン△（制作元請：C-Station、2018年）
- へやキャン△（制作元請：C-Station、2020年）
- ＜Infinite Dendrogram＞-インフィニット・デンドログラム-（制作元請：NAZ、2020年）
- おちこぼれフルーツタルト（制作元請：feel.、2020年）
- ゆるキャン△ SEASON2（制作元請：C-Station、2021年）
- スパイ教室（制作元請：feel.、2023年）[2]

### OVA
- 神への道（1980年）
- 竜の目の涙（1980年）
- とうきちとむじな（1980年）
- るーみっくわーるど（制作元請：スタジオぴえろ）
  - 炎トリッパー（1985年）
  - ザ・超女（1985年）
  - 笑う標的（1987年）
- タイムボカン王道復古（制作元請：竜の子プロダクション、ビクターエンタテインメント、1993年）
- アイドル防衛隊ハミングバード（制作元請：葦プロダクション、1994年 - 1995年）※美術監督
- 宇宙の騎士テッカマンブレードII（制作元請：竜の子プロダクション、創通エージェンシー、1994年 - 1995年）
- ラブひな Again（制作元請：XEBEC、2002年）
- MURDER PRINCESS（制作元請：ビィートレイン、2007年）

### 劇場アニメ
- 戦国魔神ゴーショーグン 時の異邦人（制作元請：葦プロダクション、1985年）
- うる星やつら4 ラム・ザ・フォーエバー（制作元請：スタジオディーン、1986年）
- らんま1/2 決戦桃幻郷! 花嫁を奪りもどせ!!（制作元請：キティ・フィルム、1992年）
- 土俵の鬼たち（1994年）
- 劇場版 天地無用! in LOVE（制作元請：AIC、1996年）
- 機動戦艦ナデシコ -The prince of darkness-（制作元請：XEBEC、1998年）
- ロックマンエグゼ 光と闇の遺産（制作元請：XEBEC、2005年）
- 劇場版 Fate/stay night UNLIMITED BLADE WORKS（制作元請：スタジオディーン、2010年）
- 映画 プリキュアオールスターズ みんなで歌う♪奇跡の魔法!（制作元請：東映アニメーション、2016年）
- 映画 ゆるキャン△（制作元請：C-Station、2022年）

### Webアニメ
- 武装中学生（制作元請：アスリード、スタジオアールエフ、2011年）
- 聖闘士星矢 黄金魂 -soul of gold-（制作元請：東映アニメーション、ブリッジ、2015年）